# Petr Vitásek
Petr Vitásek (* 5. August 1981 in Ostrava-Petřkovice) ist ein ehemaliger tschechischer Ruderer.

## Sportliche Karriere
Der 1,92 m große Sportler trainierte bei ASC Dukla Prag und nahm seit 2001 an internationalen Wettbewerben teil.
Bei den Ruder-Weltmeisterschaften 2003 in Mailand holte er im Doppelvierer (mit David Kopřiva, Jakub Hanák und David Jirka) hinter dem deutschen Boot die Silbermedaille.
2004 erreichte er bei den Olympischen Sommerspielen in Athen im Vierer ohne Steuermann (mit Jakub Makovička, Jan Schindler und Karel Neffe) einen achten Platz. 
Vier Jahre später vertrat er bei den Olympischen Sommerspielen in Peking erneut sein Land; im Doppelvierer (mit Milan Doleček, Jakub Hanák und David Jirka) belegte er den zehnten Platz.
Im Doppelzweier (mit David Jirka) kam er bei den Ruder-Europameisterschaften 2010 in Montemor-o-Velho hinter dem französischen und estnischen Boot auf den dritten Platz. Bei den im selben Jahr ausgetragenen Ruder-Weltmeisterschaften in Hamilton erreichte er im Doppelzweier den neunten Platz.
2013 beendete Vitásek seine Karriere in der tschechischen Nationalmannschaft und übernahm eine Tätigkeit als Jugendtrainer. 
Für seine Verdienste im Rudersport wurde er 2017 mit der Auszeichnung Mistr veslař (Meisterruderer) in Bronze geehrt.

## Erfolge
- Silber: Ruder-Weltmeisterschaften 2003, Doppelvierer
- Bronze: Ruder-Europameisterschaften 2010, Doppelzweier